# Samuel Christoph Gedde
Samuel Christoph Gedde (14. juli 1691 – 2. februar 1766) var en dansk officer, militærarkitekt og mesterlig korttegner, der har efterladt sig en stor mængde tegninger, der er væsentlige kilder til 1700-tallets danske fæstningsbyggeri og militære arkitektur.
Gedde, søn af Ritmester og interim kommandant på Møn Christian Giedde (1638-1705) og Charlotte født von Geijder af kurlandsk adel, blev født 14. juli 1691, udnævntes til værkbase ved den danske Fortifikationsetat 1710 og forfremmedes 1713 til underkonduktør og 1720 til konduktør ved samme. 1724 overgik han til Fortifikationsetaten i Holsten som overkonduktør, hvornæst han i 1729 udnævntes til ingeniørkaptajn og i 1735 til ingeniørmajor og generalkvartermester-løjtnant med station i Oldenborg. Han blev i 1739 forsat ad interim som midlertidig chef til Fortifikationsetaten i Danmark, udnævntes til oberstløjtnant af Fortifikationen 1742, til generalkvartermester 1743 og forsattes samme år definitivt til den danske Fortifikationsetat, hvis chef han blev i 1744.
I denne stilling erholdt han karakter som oberst af Infanteriet 1749 og udnævntes til generalmajor af Infanteriet 1760. Ved Ingeniørkorpsets oprettelse 29. december 1763 fratrådte han chefspladsen, og han døde 2. februar 1766.
Han var gift med Marie Elisabeth født Pechernaut de la Remiére (f. 29. juli 1705 d. 6. september 1751), med hvem han havde 10 børn, hvoriblandt Christian Gedde, Hans Christopher Gedde og Salomon Gedde.
Gedde er især kendt for sine utallige kolorerede tegninger og opmålinger. Sønnen Christian Gedde fortsatte i dette spor med sit eleverede kort over København.

## Udvalgte tegninger
- Christiansø
- Fredericia
- Projekt til galejhavn og fæstning ved Nivå (1750, Rigsarkivet)
- Tegning af Kronborgs fæstning med Kronværket (1750, Rigsarkivet)
- Christianshavn, Holmen og Flådens Leje (1751, Rigsarkivet)
- Opmåling af Stokhuset, Øster Voldgade, København (1754, Rigsarkivet)
- Opmåling af Svanestok i Kastellet, København (1754, Rigsarkivet)
- Rysensteens Lynette (1754, Rigsarkivet)
- Rysensteen og Kallebods Køkkenkurve (1755, Rigsarkivet)